# Distretto di Yeşilyurt (Tokat)
Il distretto di Yeşilyurt (in turco Yeşilyurt ilçesi) è uno dei distretti della provincia di Tokat, in Turchia.